# Ectadium
Ectadium es un género perteneciente a la familia de las apocináceas con cuatro especies de plantas fanerógamas . Es originario de África. 

## Distribución y hábitat
Se encuentra en Namibia en la arena de los ríos muy secos y en lugares pedregosos o rocosos.

## Descripción
Son arbustos xerofíticos que alcanzan los 1-3 m de altura, con látex blanco. Las hojas son coriáceas, de 2-8 cm de largo y 0.3-2 cm de ancho, estrechamente elípticas o aovadas u obovadas, basalmente cordadas, obtusas o cuneadas, con el ápice agudo y mucronado.
Las inflorescencias son axilares, más cortas que las hojas adyacentes con 5-20 flores, simples,  con tricomas incoloros y brácteas florales. Tiene un número de cromosomas de: 2n= 22 (E. virgatum E.Mey). 

## Especies
- Ectadium latifolium
- Ectadium oblongifolium
- Ectadium rotundifolium
- Ectadium virgatum